# Rue Sainte-Ursule (Toulouse)
Pour les articles homonymes, voir Rue Sainte-Ursule.
La rue Sainte-Ursule (en occitan : carrièra de Santa Ursula) est une voie de Toulouse, chef-lieu de la région Occitanie, dans le Midi de la France.

## Situation et accès

### Description
La rue Sainte-Ursule est une voie publique. Elle se trouve dans le quartier Capitole, dans le secteur 1 - Centre.
Elle est longue de 190 mètres, relativement rectiligne et orientée du sud au nord. Elle naît de la place de la Bourse, au carrefour de la rue du May et de la rue Temponières. Elle prolongé un axe formé au sud par la rue de la Bourse, la rue des Paradoux et la rue Saint-Rémésy. Elle se termine au carrefour de la rue Léon-Gambetta qui la prolonge au nord jusqu'à la place du Capitole.
La chaussée compte une voie de circulation automobile à sens unique, de la rue Léon-Gambetta vers la place de la Bourse. Elle appartient à une zone de rencontre et la vitesse y est limitée à 20 km/h. Il n'existe pas de piste, ni de bande cyclable, quoiqu'elle soit à double-sens cyclable.

### Voies rencontrées
La rue Sainte-Ursule rencontre les voies suivantes, dans l'ordre des numéros croissants (« g » indique que la rue se situe à gauche, « d » à droite) :
1. Place de la Bourse (g)
2. Rue Temponières (d)
3. Rue Tripière (d)
4. Rue du May (d)
5. Rue Léon-Gambetta (g)
6. Rue des Gestes (d)

### Transports
La rue Sainte-Ursule n'est pas directement desservie par les transports en commun Tisséo. Elle se trouve cependant à proximité immédiate de la rue Léon-Gambetta, parcourue par la navette Ville. Les stations de métro les plus proches sont, au nord, la station Capitole et, au sud, la station Esquirol, toutes deux sur la ligne de métro . Sur la place du même nom se trouvent également les arrêts de la ligne de bus 44.
Il existe plusieurs stations de vélos en libre-service VélôToulouse le long de la rue Sainte-Ursule ou des voies les plus proches : les stations no 4 (15 rue Sainte-Ursule) et no 288 (28 rue des Marchands).

## Odonymie

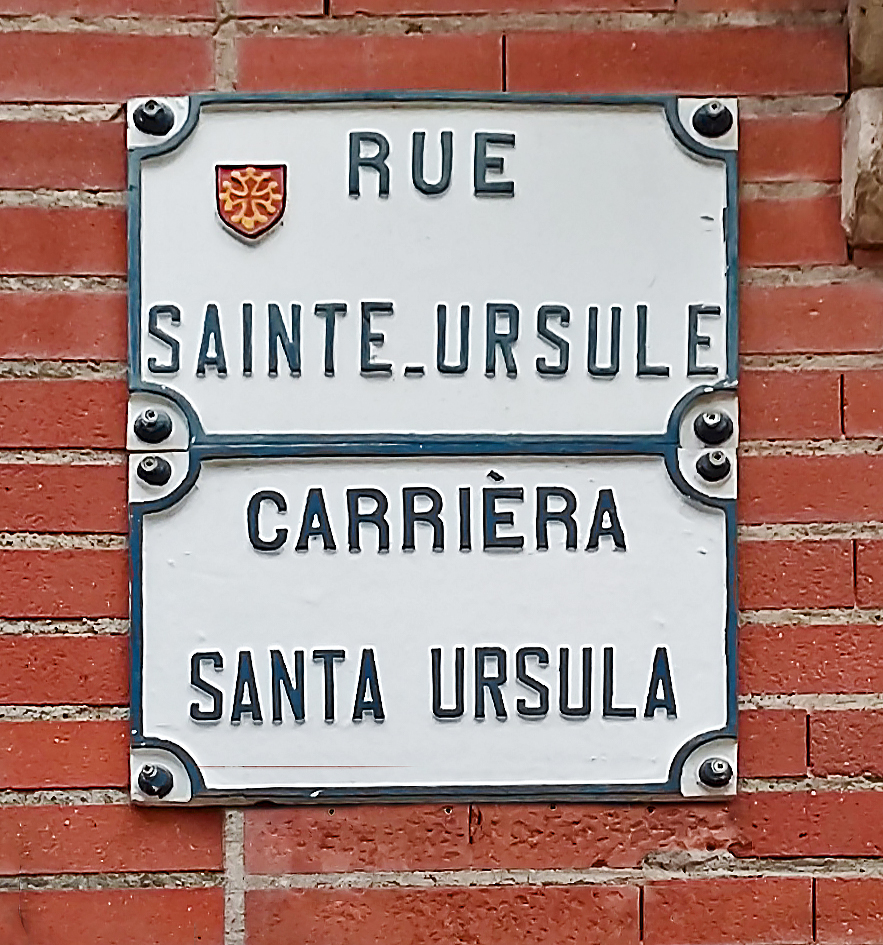
Plaques de rue en français et en occitan.

La rue Sainte-Ursule tient son nom du couvent Sainte-Ursule, édifié à la suite de l'établissement, en 1604, des Filles de la Doctrine chrétienne de la Compagnie des Vierges de Sainte-Ursule – les Ursulines – par le cardinal et archevêque François de Joyeuse. Elles occupent à partir de 1608 un vaste bâtiment dans cette rue (emplacement des actuels no 11-13),.
Au Moyen Âge, déjà au début du XIVe siècle, la rue est désignée comme la rue de Falgar (ou Falga) et En-Falga aux siècles suivants (carraria Falgarii, Falguarii ou de Falgario en latin médiéval). Il viendrait d'un habitant du lieu : l'hypothèse selon laquelle il serait un hommage à Raimond du Falga (1232-1270), évêque de Toulouse, quoique séduisante, est repoussée par Jules Chalande. Au milieu du XVIe siècle, on rencontre également le nom de rue des Trois-Roys, particulièrement pour la première partie de la rue, entre la place de la Bourse et la rue du May. En effet, depuis la fin du XVe siècle, une hôtellerie à l'enseigne des Trois-Roys se trouvait dans la rue (emplacement de l'actuel no 9). Au début du XVIIe siècle, on la désigne comme la rue des Trois-Roys-Vieux, pour la distinguer d'une autre rue des Roys, où se trouve une autre hôtellerie des Trois-Roys (emplacement de l'actuel no 18 rue Peyras). C'est au XVIIe siècle qu'on commence à utiliser le nom de rue Sainte-Ursule.

## Histoire

### Moyen Âge et période moderne
Au XVIe siècle, une salle de jeu de paume est ouverte dans l'hôtel de Cheverry (emplacement de l'actuel no 13). C'est un lieu de rencontre pour les élites toulousaines. L'auberge des Trois-Rois, une auberge à enseigne privilégiée, s'y trouve à la même époque, entre le milieu du XVIe et le XVIIe siècle.
En 1604, Arnaud de Bourret, conseiller au parlement, et le cardinal et archevêque François de Joyeuse font appel aux Filles de la Doctrine chrétienne de la Compagnie des Vierges de Sainte-Ursule - les Ursulines. Ils s'inscrivent tous les deux dans le cadre de la Réforme catholique de la première moitié du XVIIe siècle, qui passe particulièrement par un effort missionnaire et par l'essor de l'enseignement. Elles sont d'abord accueillies dans l'hôtel d'Arnaud de Bourret,. Elles occupèrent à partir de 1608 l'ancien hôtel Cheverry (emplacement de l'actuel no 13),. Elles y fondent un pensionnat, où elles accueillent les filles de bonne famille, mais les cours qu'elles dispensent est ouvert à toutes les jeunes filles, même les plus pauvres. Leur enseignement s'appuie sur l'apprentissage de la « doctrine », c'est-à-dire de la religion catholique, mais aussi des rudiments de lecture et de couture. En 1610, l'église du prieuré Saint-Martin leur est concédée par le prieur de la Daurade, Jean Daffis,. À cette date, on compte 27 congrégées, et leur communauté ne cesse de croître. Mais dans le même temps, elles sont confrontées à un problème institutionnel : en 1609, le pape Paul V leur refuse l'approbation papale, qui leur demande de se conformer aux règles d'un ordre religieux déjà confirmé, les contraignant donc à une clôture stricte – en contradiction avec leur vocation d'enseignement ouvert à des jeunes filles extérieures au couvent. La congrégation ne reçoit l'approbation royale qu'en 1611, puis l'enregistrement du Parlement en 1612, mais elles rencontrent encore l'hostilité de plusieurs familles toulousaines. Finalement, en 1614, le pape élève par une bulle leur congrégation en couvent de l'ordre saint Augustin, puis en 1616, les autorise par un bref à l'enseignement. Le couvent se structure progressivement dans la première moitié du XVIIe siècle : le bâtiment le long de la rue Sainte-Ursule, accessible depuis la rue pour les élèves externes et depuis l'intérieur du couvent pour les religieuses et les élèves internes, abrite les salles de classe.

### Époque contemporaine

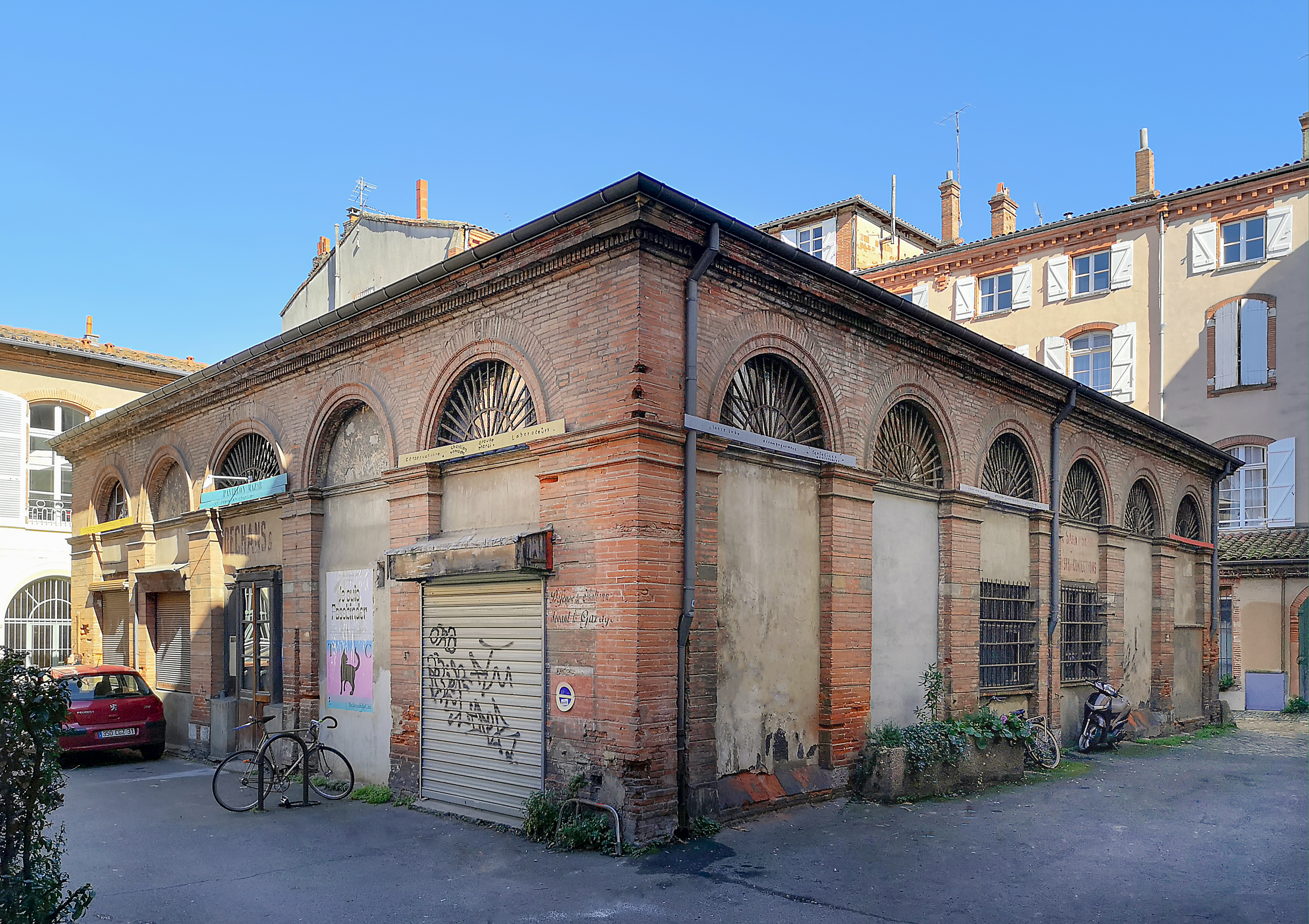
no 13 : le pavillon Mazar.

En 1789, les religieuses de Sainte-Ursule sont encore 48. En 1790, leur congrégation est supprimée et les religieuses sont dispersées. Les bâtiments du couvent deviennent biens nationaux. Ils sont acquis par un riche marchand de grains, Jean Mamignard, qui fait reconstruire et rénover une partie des bâtiments (actuel no 13). Au XIXe siècle, la rue Sainte-Ursule est ainsi au cœur d'une importante activité commerciale. Entre 1800 et 1889, la cour de l'ancien couvent des Ursulines est occupée par la Poste aux Lettres. En 1826, une halle est construite au centre de cette même cour par les frères Cibiel, marchands de draps, qui y vendent leur production. À la même époque, l'auberge du Portail-de-Fer est un important relais de diligence tenu par Pierre Muratel (actuel no 8).
Dans la première moitié du XXe siècle, l'activité industrielle s'accentue. En 1923, la halle des frères Cibiel devient le siège de la manufacture de confection de Félix Saint-Sernin. Plusieurs imprimeries s'installent dans la rue : vers 1920, c'est l'Imprimerie moderne (actuel no 22) et, vers 1930, l'imprimerie Castellvi, qui occupe un immeuble à l'angle de la rue Tripière (actuel no 6). Les commerces y sont toujours nombreux, en particulier de ceux qui sont liés à la confection comme Les Corderies de France (actuel no 21) et Aux Bons Lopins (actuel no 17), mais aussi une boutique d'engrais, la Nouvelle Foncière toulousaine (actuel no 6), un commerce de laines, Solando (actuel no 16). On y trouve également des cafés et des restaurants, comme le restaurant Marseillais (actuel no 19) et le Grand Café Central, devenu le café-restaurant du Grand Soleil en 1930 (actuel no 15). Il existe même une école commerciale, l'école Barthès, dirigée vers 1920 par Mme Paca-Campi. C'est aussi une rue très passante et encombrée, puisque la municipalité décide, en 1926, de la mettre en sens unique, de la rue Léon-Gambetta vers la place de la Bourse.

## Patrimoine et lieux d'intérêt

### Hôtel Mamignard
- hôtel Boysson, puis Mamignard.  Inscrit MH (1980, tour des Ursulines)[30],[31]. 
Le couvent est acheté par Jean Antoine Marty-Mamignard (1752-1814), fils d'un boucher du quartier de Saint-Étienne, enrichi dans le commerce de grains sous la Révolution française.

- pavillon Mazar.  Inscrit MH (1993, pavillon)[32]. 
En 1826, une halle est construite par les frères Cibiel, marchands de draps, qui y vendent leur production. À la fin du XIXe siècle, le marché ferme, mais il conserve d'ailleurs une vocation industrielle jusqu'à la fin du XXe siècle : entre 1923 et 1992, il est occupé par la manufacture de confection de Félix Saint-Sernin. Après la fermeture de la manufacture, il est réhabilité en 1992 et abrite à partir de 1997 la compagnie de théâtre Groupe Merci. En 2011, les propriétaires lancent une procédure d'expulsion qui aboutit finalement en mars 2021[33],[34].
Le pavillon se situe au centre de la cour intérieure de l'hôtel. Son architecture est caractéristique du style néo-classique de la première moitié du XIXe siècle toulousain. Les façades sont rythmées par les grandes arcades qui reposent sur des pilastres à bossage et chapiteaux doriques. Les élévations sont couronnées d'une corniche à denticules. La toiture à quatre pans est surmontée d'un lanternon. À l'intérieur, le rez-de-chaussée est entièrement dégagé, entouré de coursives en bois[35].

### Hôtels particuliers
- no  11 : hôtel Monserat. 
L'hôtel particulier est construit en 1628 pour Jacques Monserat, marchand et capitoul en 1628-1629[36]. La façade sur rue se développe sur cinq travées et s'élève sur trois étages. Au rez-de-chaussée, le portail, percé dans la travée de gauche et bâti en pierre, s'ouvre dans une grande arcade en voûtée en plein cintre et surmontée d'une large corniche moulurée. Au 2e étage, les fenêtres ont des garde-corps en fonte. Dans la cour rectangulaire, les façades sont homogènes. À l'angle sud-est s'élève une tour capitulaire rectangulaire, haute de 20 mètres, flanquée à partir du 3e étage d'une tourelle ronde coiffée d'un toit conique[37].

- no  12 : hôtel Darbou. 
En 1688, François Darbou, conseiller au sénéchal, achète à Jean-Antoine Dumay une vaste parcelle à l'angle de la rue du May (actuel no 1). C'est au XVIIIe siècle qu'est construit l'hôtel actuel, qui reste dans la famille Darbou jusqu'en 1830. Dans la rue du May s'ouvre la porte cochère, qui donne accès à une cour sur laquelle s'ouvrent plusieurs corps de bâtiment. L'imposte de la porte présente une ferronnerie en fer forgé[38].

### Immeubles
- no  5 : immeuble. 
L'immeuble, construit dans la deuxième moitié du XXe siècle, est représentatif du mouvement moderne. Il possède une ossature en béton, mais la brique est utilisée en parement sur les murs de refend, tandis que la façade est largement éclairée par les baies à structure métallique[39].

- no  7 : immeuble en corondage. 
L'immeuble est construit entre le XVIe et le XVIIe siècle. Il s'élève sur quatre niveaux : un sous-sol, un rez-de-chaussée, deux étages et un niveau de comble. Aux étages, le pan de bois, à grille et à décharge, et hourdé de brique, est masqué par l'enduit[40].

- no  16 : immeuble. 
L'immeuble est construit dans la première moitié du XVIIIe siècle. Il présente sur la rue Sainte-Ursule une imposante façade classique, qui se développe sur neuf travées et s'élève sur trois étages décroissants. Elle est tout entière traitée en bossage continu. Le rez-de-chaussée est largement ouvert par des arcades de boutiques segmentaires. La porte, centrale, s'inscrit dans un arc en plein cintre, dans lequel prend place une imposte en fer forgé où se trouve le monogramme M. Au 1er étage, les fenêtres ont un chambranle mouluré, un garde-corps à balustres en terre cuite et sont surmontées d'une corniche. L'élévation est couronnée par une large corniche moulurée[41].